# わし座イータ星
わし座η星（わしざイータせい、η Aql, η Aquilae）は、天の赤道近くわし座の方角にある恒星である。かつてのアンティノウス座の一部でもあった。わし座では明るい恒星の1つである。

## 概要
1784年にエドワード・ピゴットによって変光が確認された。これは変光が確認された最初のケフェイド変光星で、約7日の周期で視等級は3.48から4.33まで変化する。ケフェウス座δ星、ふたご座ζ星、かじき座β星とともに、最も明るいケフェイド変光星の1つであり、恒星そのものも明るさの変化も裸眼で観測が可能である。なお、現在の北極星であるポラリスは明るい（2等星）が、その明るさの変化は非常に小さい。
約2,600万歳と比較的若いが、質量が大きいため中心部の水素を燃焼し尽くし、超巨星に進化している。超巨星の中では暗いタイプである。周期的な脈動のために、サイクルごとにスペクトル分類が(F6.5-G2)Ibと変化する。
黄色から白色に見える。半径は、脈動に合わせて4.59 × 106 km (0.007 R☉)程度変化する。近隣の恒星と比べると、16.7 ± 6.9 km/sという高い特異速度を持つ。

## 名称
わし座η星は、ヘブライ語で「稲妻」を意味するベゼク(Bezek、בׇּזׇק)と呼ばれることがある。
古代中国では、わし座η星とわし座θ星、わし座62番星、わし座58番星で、天桴という星官を構成する。その中でわし座η星は、天桴四と呼ばれる。
また、古代アラビアでは、この星とわし座δ星、わし座θ星で、アル・ミザン（ألميزان、秤の棒）を構成する。Technical Memorandum 33-507 - A Reduced Star Catalog Containing 537 Named Starsという星表によると、わし座δ星はアル・ミザンI、わし座η星はアル・ミザンII、わし座θ星はアル・ミザンIIIと呼ばれる。